# Tupolev I-8
Tupolev I-8 (còn gọi là ANT-13) là một mẫu máy bay tiêm kích đánh chặn thử nghiệm của Liên Xô đầu thập niên 1930.

## Tính năng kỹ chiến thuật (I-8)
Dữ liệu lấy từ Shavrov 1985
Đặc điểm tổng quát
- Kíp lái: 1
- Chiều dài: 6.70 m [2] (21 ft 11¾ in)
- Sải cánh: 9 m (29 ft 6 in)
- Chiều cao:  ()
- Diện tích cánh: 20 m² (215,3 ft²)
- Trọng lượng rỗng: 1.000 kg (2.205 lb)
- Trọng lượng có tải: 1.424 kg (3.139 lb)
- Động cơ: 1 × Curtiss V-1570 kiểu động cơ V12, 466 kW (625 hp)

 Hiệu suất bay 
- Vận tốc cực đại: 310 km/h (167 kn, 193 mph) trên độ cao 3.000 m (9.845 m)
- Tầm bay: 440 km (238 hải lý, 273 mi)
- Trần bay: 8.500 m (27.887 ft)
- Tải trên cánh: 71 kg/m² (15 lb/ft²)
- Công suất/trọng lượng: 327 W/kg (0,2 hp/lb)

Trang bị vũ khí

- 2 × súng máy PV-1 7,62 mm (0.3 in)